# Shompen (folk)

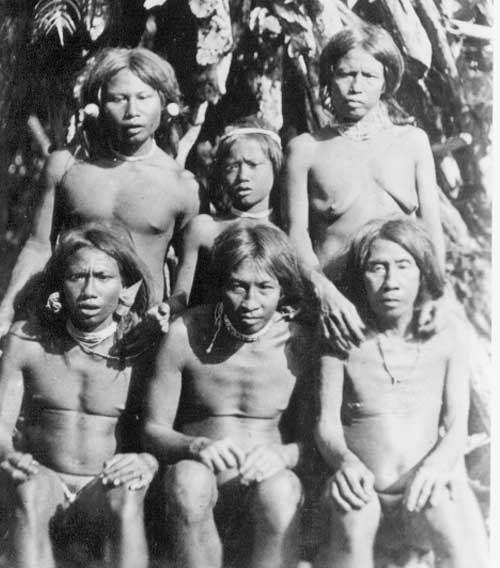
Grupp av shompenfolket år 1886

Shompenfolket är ursprungsbefolkningen i det inre av ön Stora Nikobar som är en av Nikobarerna mellan Indien och Thailand i Indiska oceanen. De kom till Stora Nikobar från Sumatra för mer än 10.000 år sedan.

## Samhälle
Shompenfolkets antal uppskattades år 2001 till 300 och i slutet av 1900-talet levde de isolerat i tio grupper spridda i det inre av ön och har gradvis minskat i antal sedan dess. Deras språk vet man mycket lite om men är troligen ett isolerat austroasiatiskt språk.
De lever som jägare-samlare och deras främsta vapen är pil och båge. De använder inte koger utan bär pilarna i handen. En jägare bär pilbåge, spjut, yxa, kniv och elddon.

## Genetik
Shompen har aldrig varit talrika beroende bland annat på inavel.